# Fußball-Weltmeisterschaft/Maskottchen
Seit 1966 wird für jede Fußball-Weltmeisterschaft der Männer (hellblau) ein eigenes Maskottchen entworfen; 2011 gab es erstmals bei einer Frauen-WM (hellbraun) ein Maskottchen.

## Liste der WM-Maskottchen
| Turnier | Land                      | Name                            | Beschreibung | Bild |
| ------- | ------------------------- | ------------------------------- | --- | ---- |
| 1966    | England                   | Willie                          | Ein Löwe, der den Union Jack auf seiner Brust trägt. Designer war der Kinderbuchautor Reg Hoye. Bill Titcombe erschuf einen Comic über die Figur. Das Maskottchenlied sang Lonnie Donegan. | Link |
| 1970    | Mexiko                    | Juanito                         | Ein Junge, der das Nationaltrikot Mexikos und einen Sombrero trägt. | Link |
| 1974    | Deutschland               | Tip und Tap                     | Zwei Jungen, die das Nationaltrikot Deutschlands tragen. Sie gehen auf das bekannte Auswahlverfahren bei Kindern vor einem Fußballspiel zurück, wobei jeweils ein Fuß an den anderen gesetzt wird. Wer den Fuß des Gegners berührt, darf als Erster die Mannschaftsmitglieder wählen. Dieses Verfahren wird regional unterschiedlich als Tip-Tap oder Tip-Top bezeichnet. Nach Willie das zweite Maskottchen, das den Gastgebern Glück und den WM-Titel brachte. Einer trägt den Schriftzug WM, der andere 74 auf dem Trikot. | Link |
| 1978    | Argentinien               | Gauchito                        | Ein Junge, der das Nationaltrikot Argentiniens trägt. | Link |
| 1982    | Spanien                   | Naranjito                       | Eine Orange, die das Nationaltrikot Spaniens trägt. | Link |
| 1986    | Mexiko                    | Pique                           | Ein grüner Jalapeño-Chili, der das Nationaltrikot Mexikos, einen Schnurrbart und einen Sombrero trägt. | Link |
| 1990    | Italien                   | Ciao                            | Eine stilisierte Grafik in Gestalt eines Fußballers in den Landesfarben Italiens. Das erste Maskottchen, das komplett am Computer entworfen wurde. | Link |
| 1994    | Vereinigte Staaten        | Striker                         | Ein Hund im US-amerikanischen Nationaltrikot. | Link |
| 1998    | Frankreich                | Footix                          | Ein Hahn, der mitsamt dem Ball, den er in Händen hält, die französischen Nationalfarben darstellt. | Link |
| 2002    | Südkorea und Japan        | The Spheriks (Ato, Kaz und Nik) | Drei computeranimierte Gestalten: Ato (Trainer, gelb), Kaz (Fußballspieler, violett) und Nik (Fußballspieler, blau). | Link |
| 2006    | Deutschland               | Goleo VI und Pille              | Ein Stofflöwe im Fußballtrikot (ohne Hose) und ein sprechender Fußball. | Link |
| 2010    | Südafrika                 | Zakumi                          | Ein Leopard mit Fußballtrikot und Hose. | Link |
| 2011    | Deutschland               | Karla Kick                      | Eine Katze mit einem Trikot in den Farben der deutschen Nationalmannschaft der Frauen. | Link |
| 2014    | Brasilien                 | Fuleco                          | Ein Gürteltier mit gelbem Fell und blauem Panzer (Landesfarben Brasiliens). | Link |
| 2015    | Kanada                    | Shuéme                          | Ein Schneeeulen-Weibchen mit einem Trikot in den Farben der kanadischen Fußballnationalmannschaft der Frauen. | Link |
| 2018    | Russland                  | Zabivaka                        | Ein in den Landesfarben Russlands gekleideter Wolf mit Skibrille. | Link |
| 2019    | Frankreich                | Ettie                           | Ein Haushuhn, Tochter von Footix, dem Maskottchen der WM 1998. Der Name ist abgeleitet vom französischen étoile (dt. Stern). | Link |
| 2022    | Katar                     | La’eeb                          | Eine anthropomorphe Keffiyeh. | Link |
| 2023    | Australien und Neuseeland | Tazuni                          | Ein Zwergpinguin. Der Name verweist auf die Tasmansee. | Link |